# 王熙鳳
王熙鳳是《紅樓夢》中的主要人物，賈璉正妻、巧姐生母，亦是王夫人的姪女、賈寶玉的堂嫂及表姐。出身金陵四大家族之一的王家，別稱鳳姐兒，又稱璉二奶奶，是榮國府的实际当家人。周汝昌认为《红楼梦》故事情节有两大脉路，一條以贾宝玉为中心，一條以王熙凤为中心。可以理解为在以贾宝玉为中心的小说行文中，以“钗黛合一”的理念设定薛宝钗与林黛玉为故事的双女主；而在以王熙凤为中心的行文中，凤姐便是这部小说的女主角。如此构成了《红楼梦》多线交错穿行的世情叙事。

## 形象與性格
王熙鳳在全書中第一次出場是在第三回，林黛玉初到外婆家中，曹雪芹借由黛玉的眼睛、耳朵為讀者勾勒出一位形容偕美、雍容華貴又氣度非凡的女當家。當黛玉還在為賈府的人多、禮多而屏神以待時，「只聽後院中有人笑聲說：『我來遲了，不曾迎接遠客！』」，黛玉對熙鳳的第一印象是「無禮」，不過隨後「只見一群媳婦、丫鬟圍擁著」見識到熙鳳的權威，黛玉觀察熙鳳「打扮與眾姊妹不同，彩繡輝煌，恍若神妃仙子：頭上戴著金絲八寶攢珠髻，綰著朝陽五鳳桂珠釵；項上戴著赤金盤螭瓔珞圈；裙邊繫著豆綠宮縧，雙衡比目玫瑰佩；身上穿著縷金百蝶穿花大紅洋緞窄褙襖，外罩五彩刻絲石青銀鼠褂；下著翡翠撒花洋縐裙。一雙丹鳳三角眼，兩彎柳葉吊梢眉；身量苗條，體態風騷；粉面含春威不露，丹唇未啟笑先聞」。這一串的描寫使王熙鳳的形象立即活跳出來。
隨後，曹雪芹立刻又用賈母及黛玉母親之口說明熙鳳的性格：「你不認得她，她是我們這裏有名的一個潑皮破落戶兒，南省俗謂作『辣子』，你只叫他『鳳辣子』就是」、「黛玉雖不識，也曾聽見母親說過，大舅賈赦之子賈璉，娶的就是二舅母王氏之內侄女，自幼假充男兒教養的，學名叫王熙鳳」。
王熙鳳以聪明漂亮，精明幹練聞名，亦以陰險狠毒，心狠手辣而著称，在短暂的几年掌权中，她爭強好勝，工於心計，极尽权术机变、残忍阴毒之能事，陰險毒辣，愛慕虛榮，造了许多罪孽，折在她手里的就有好几條人命，可見其手段之毒辣。她邀功諉過，掌握荣國府的家務处置、财务开支，掌握日常开销与姑娘們、奶奶、哥儿、丫环们的月银，有时還拿去放高利貸，但她并不曾苛扣银两。“每年少说也得翻出一千银子来”。荣國府小厮兴儿说她“嘴甜心苦，两面三刀”，“上头笑着，脚底下使绊子”，“明是一盆火，暗是一把刀”。王熙凤弄权铁槛寺，贪利拆散张金哥與守备公子的姻缘，致使二人先后自尽。贾琏偷娶尤二姊為二房后，凤姐使人告状并加害尤二姐，又召庸医将二姐已经成型的八个月大的男婴打下来，最终致使尤二姐“吞生金自尽”。
王熙凤的判词称她“一从二令三人木”，指的是其夫贾琏一开始对她敬从，后来对她指使命令，最后被休掉的结局。“机关算尽太聪明，反算了卿卿性命！”高鹗的后续第114回写王熙凤因病而亡于荣府。
王熙鳳性格丰富多变，不少盘算心机，甚至犯下无数恶行，其内里行事活动思考习惯价值观念相比来则是纯粹的。或许这种人物复杂性之中蕴藏的纯粹本质，使得她最终虽招致恶报，自认受栽之，却又偶得善报，托村妇刘氏保下骨肉（“刘”谐音“留”）。这与当初凤姐被托梦的可卿赞为“脂粉堆里的英雄”形成呼应。

## 判詞
凡鸟偏从末世来，都知爱慕此生才；一从二令三人木，哭向金陵事更哀。

## 判詞解析
目前公認『一從二令三人木』應以拆字法解。普遍說法是，此句呈現其夫賈璉對她的態度，是從『從』（服從）、『令』（命令）再到『人木』，『人木』合為休，故主流說法認為王熙鳳最終會被休棄。

## 人物下場
在程高本中，王熙鳳的結局，是在賈府敗落、管家權力被奪後抑鬱病死。在87版紅樓夢的戲劇中，她的結局是眾叛親離，賈府敗落後鋃鐺入獄，最終在獄中病死。在劉心武續本中，則是淪為下人，並在回老家的路上不堪凌辱，投入船上茅廁自盡。

## 曲文
「聰明累」
機關算盡太聰明，反算了卿卿性命。生前心已碎，死後性空靈。家富人寧，終有個，家亡人散各奔騰。枉費了，意慭慭半世心；好一似，蕩悠悠三更夢。忽喇喇似大廈傾，昏慘慘似燈將盡。呀！一場歡喜忽悲辛。嘆人世，終難定！

## 其他
- 《红楼梦》没有直说王熙凤是谁的女儿，在小说前八十回提到王夫人的哥哥王子腾，后四十回提到另外一个哥哥王子胜（114回）[2]。
- 王熙凤开始不识字[3]，后来因为长期读账本，终于也认识了些字[4]。
- 王熙凤直接害死的人有贾瑞、尤二姐。
- 王熙凤养小叔子嫌疑。贾琏说：“他防我像防贼的，只许他同男人说话，不许我和女人说话，我和女人略近些，他就疑惑，他不论小叔子侄儿，大的小的，说说笑笑，就不怕我吃醋了。”有种观点认为焦大骂养小叔子是指王熙凤。但是王熙凤的小叔子是贾宝玉，王熙凤与贾宝玉之间的关系非常清白，焦大所言“爬灰的爬灰，养小叔子的养小叔子”前半句“爬灰”所指贾珍，“养小叔子”所指賈蓉。

## 文艺作品
| 飾演的演員             | 影視作品                                         |
| 羅慕蘭                 | 1949年香港周詩祿执導粵語电影版                   |
| 鳳凰女                 | 1954年香港莫康時执導粵語电影《林黛玉魂歸離恨天》 |
| 高寶樹                 | 1962年香港袁秋楓执導黄梅调电影版                 |
| 鄭少萍                 | 1975年香港無線電視劇版                           |
| 吳婉儀                 | 1977年香港佳藝電視劇版                           |
| 胡錦                   | 1977年香港李翰祥执導黄梅调电影《金玉良緣紅樓夢》 |
| 陳莎莉                 | 1978年香港金漢执導黄梅调电影《新紅樓夢》         |
| 鄧婕                   | 1987年中國大陆央視電視劇版                       |
| 高玉珊                 | 1988年台湾台視楊麗花歌仔戲电视剧版               |
| 刘晓庆                 | 1989年中国大陆谢铁骊执导电影版                   |
| 徐貴櫻                 | 1996年台湾华视电视劇版                           |
| 博弘                   | 1999年中国大陆电视剧《秦可卿之谜》               |
| 何嘉仪（配唱：黄美菊） | 2000年中国大陆越剧电视剧版                       |
| 崔京姬                 | 2009年朝鲜歌剧版                                 |
| 姚笛                   | 2010年中国大陆北京电视台电视剧版                 |
| 王子瑜                 | 2010年中国大陆电视剧《黛玉传》                   |
| Vivian VVN             | 2020年台湾音樂劇《紅樓夢想》                     |